# Panis angelicus de Bonis
Pour l’article homonyme, voir Panis angelicus.
Le Panis angelicus, op. 145, est une œuvre de la compositrice Mel Bonis, datant de 1935.

## Composition
Mel Bonis compose son Panis angelicus pour soprano et ténor en chœur avec orgue. L'œuvre est publiée en 1935 aux éditions Delepine. Elle est rééditée dans le supplément musical de la revue Sainte Cécile la même année, puis en 1998 par les éditions Armiane.

## Analyse
Le Panis angelicus est une des œuvres de Mel Bonis qui a trait à l'Eucharistie. Cette œuvre rappelle certains des motets de Gabriel Fauré. La simplicité des lignes mélodiques et du contrepoint entre les deux parties du chœur rappellent l'Ave Maria op. 67 de Gabriel Fauré.

## Sources
- Étienne Jardin, Mel Bonis (1858-1937) : parcours d'une compositrice de la Belle Époque, 2020 (ISBN 978-2-330-13313-9 et 2-330-13313-8, OCLC 1153996478, lire en ligne)